# Юріслейді Лупетей
Юріслейді Лупетей  (ісп. Yurisleidy Lupetey, 6 травня 1981) — кубинська дзюдоїстка, олімпійська медалістка.

## Виступи на Олімпіадах
| Олімпіада  | Дисципліна             | Місце |
| ---------- | ---------------------- | ----- |
| Афіни 2004 | дзюдо, легка категорія | 3T    |
| Пекін 2008 | дзюдо, легка категорія | 15T   |